# MQ-4C (航空機)
MQ-4C トライトン
- 用途：洋上監視
- 製造者：ノースロップ・グラマン
- 運用者： アメリカ合衆国（アメリカ海軍）
- 初飛行：2013年5月22日
- 運用開始：2018年
- 運用状況：運用中

MQ-4C トライトン（MQ-4C Triton）は、ノースロップ・グラマン社によって開発された無人航空機RQ-4 グローバルホークのアメリカ海軍向け洋上監視型。トライトンとはトリートーンの英語表記である。

## 概要
RQ-4N BAMS（Broad Area Maritime Surveillance：広域洋上監視）の名称で2012年に開発が始まり、2013年5月22日に初号機が初飛行。当初は2015年末の配備を予定していたが開発が遅延し配備開始が2018年になった。最終的には68機を5ヶ所の拠点で運用する予定。アメリカ以外ではオーストラリアが運用している。
有人哨戒機であるP-8 ポセイドンを補完する広域海洋監視を任務とし、MQ-4Cが対象を発見した際にP-8が駆け付けて対処するという運用を想定している。その任務の関係上、ベース機であるRQ-4よりも低い高度で飛行する可能性があるため、機体には構造の強化と氷結や落雷、防錆などの対策が施されているという。また、電子機器もXバンドのAESAレーダーAN/ZPY-3 MFAS（Multi-Function Active Sensor：多機能アクティブセンサー）、AIS受信機、ESM受信機など洋上監視に最適化されたものを搭載している。

## 運用国
P-8とセットでの運用を想定しているため、P-8を導入した国へ売り込みがかけられているが、P-8単体でも高額であるため、インドなどMQ-4Cは導入しない国もある。逆に単体で購入することも可能であり、ドイツではSIGINT機としての運用を予定していた。

### 現在の運用国
アメリカ合衆国
2018年からグアムに機体の配備が開始された。
操縦や情報解析などはP-8の統合訓練センターが設置されているジャクソンビル海軍航空基地に新設された無人哨戒機の運用を行う専門部隊第19無人機哨戒飛行隊が担当する。
2021年5月から2機のMQ-4Cが青森県三沢市の米軍三沢基地に約5カ月間配備された。日本国内においてMQ-4Cが配備・展開されるのは初であり、防衛省はMQ-4Cの一時配備について「周辺国による海洋活動が活発化する中で、海洋監視能力の強化をもたらし、わが国の安全保障にとって有益だ」と評している。2022年5月からは岩国基地に、RQ-4グローバルホークとともに5ヶ月配備された。
2024年5月9日、嘉手納基地にMQ-4C 2機が到着し、5ヶ月間の一時展開が開始した。2025年4月以降、数機が無期限で再び嘉手納基地に配備される。
 オーストラリア
3機を受領しており、2024年から運用開始予定である。最終的には6〜7機の調達を予定している。
P-8計画には当初から参加しておりP-8AとMQ-4Cとの混合運用を予定している。

### 調達中止
ドイツ
ドイツ空軍が頓挫したユーロホークの代用として2025年を目処に導入予定であったが、 ヨーロッパ空域での安全基準を満たさないことが判明し、購入計画が中止された。代わりに有人機であるボンバルディア グローバル・エクスプレス6000を導入予定である。

## 諸元
- 全長：14.5m
- 全幅：39.9m
- 全高：4.6m
- 最大離陸重量：14,630kg
- エンジン：ロールス・ロイス AE 3007H ターボファンエンジン（28.89–39.66 kN）×1
- 最大速度：575km/h
- 航続時間：24時間
- 運用高度：18,288m